# Хуайнань
Хуайнань (кит.: 淮南 — «на південь від річки Хуайхе») — міський округ у складі провінції Аньхой, Китай.
До середини XX століття ці землі не були єдиною адміністративною одиницею.
У липні 1949 був створений Хуайнаньський гірничодобувний район (淮南 矿区), підлеглий безпосередньо владі Спеціального адміністративного району Ваньбей (皖北 行政区). У 1950 році на цій території було утворено місто Хуайнань (淮南 市). У 1952 році органи влади Спеціальних адміністративних районів Ваньбей і Ваньнань були об'єднані в Народний уряд провінції Аньхой, і місто Хуайнань став підпорядковуватися безпосередньо владі провінції.
У 1977 році повіт Фентай був переданий зі складу округу Фуян в підпорядкування владі Хуайнань.
У грудні 2015 року повіт Шоусянь був переданий з міського округу Луань в підпорядкування владі Хуайнань.

## Адміністративний поділ
Адміністративно округ поділяється на 5 міських районів та 2 повіти:
| Карта                                                              | Карта      | Карта     | Карта            |
| ------------------------------------------------------------------ | ---------- | --------- | ---------------- |
| Датун ① ② ③ Паньцзі Фентай Шоу ① Багуншань ② Сецзяцзі ③ Тяньцзяань |            |           |                  |
| Статус                                                             | Назва      | Ієрогліфи | Населення (2020) |
| Район                                                              | Багуншань  | 八公山区  | 118 221          |
| Район                                                              | Датун      | 大通区    | 165 671          |
| Район                                                              | Паньцзі    | 潘集区    | 326 077          |
| Район                                                              | Сецзяцзі   | 谢家集区  | 221 589          |
| Район                                                              | Тяньцзяань | 田家庵区  | 730 078          |
| Повіт                                                              | Фентай     | 凤台县    | 633 385          |
| Повіт                                                              | Шоу        | 寿县      | 838 507          |